# Зимняя ночь
«Зи́мняя ночь» — стихотворение, написанное русским советским поэтом Борисом Пастернаком в 1946 году, вошедшее в текст романа «Доктор Живаго» и впервые опубликованное в его составе в 1958 году. Сюжетно связано с эпизодом, в котором раскрывается поэтическое призвание главного героя романа, и закладываются основные сюжетные линии. Строка «Свеча горела» рассматривалась автором в качестве возможного названия самого романа. Стихотворение развивает русские литературные традиции и традиции народной песни. Имеет притчевый подтекст с евангельской символикой. Семантика стихотворения строится на противопоставлении образа горящей свечи стихиям и хаосу, преодолении смерти и воскресении. Оценивается критикой как хрестоматийное произведение, устойчиво ассоциирующееся с именем автора и вошедшее в массовую культуру. Неоднократно использовалось в театральных, концертных постановках и как литературная основа для сочинения песен. В числе наиболее известных композиторов и исполнителей песен на стихотворение «Зимняя ночь» — Александр Градский и Алла Пугачёва.

## История создания
(Отрывок )

Мело, мело по всей земле

Во все пределы.

Свеча горела на столе,

Свеча горела.

Как летом роем мошкара

Летит на пламя,

Слетались хлопья со двора

К оконной раме.

Метель лепила на стекле

Кружки и стрелы.

Свеча горела на столе,

Свеча горела.

<…>

### Предыстория
Стихотворение написано Борисом Пастернаком в декабре 1946 года — во время работы над романом «Доктор Живаго» — и вошло в текст романа как одно из двадцати пяти стихотворений, по сюжету сочинённых главным героем — врачом Юрием Живаго. По времени создания «Зимняя ночь» относилась к первому из трёх циклов, состоявшему в общей сложности из десяти стихотворений 1946—1947 годов. Подруга и спутница Пастернака в последние годы жизни, сотрудница журнала «Новый мир» Ольга Ивинская вспоминала, что в самом начале их знакомства, в один из декабрьских вечеров 1946 года, провожая её из редакции домой, поэт предложил навестить известную пианистку Марию Юдину. Как предполагал Пастернак, Юдина должна была играть на рояле, а сам он намеревался читать отрывки из будущего романа «Доктор Живаго» — «перелистывать года, десятилетия».
К Юдиной поехали некоторое время спустя на машине, в метель, и долго блуждали «среди одинаковых домиков» в попытке найти нужный дом. По воспоминаниям Ивинской, на ум ей тогда пришли строки из стихотворения Пастернака «Метель» (1914): «Не тот это город, и полночь не та, / И ты заблудился, её вестовой!». Пастернак, сидевший рядом с шофёром, оборачивался к ней и признавался, что забыл адрес — ему часто приходилось выходить из машины в своих «несусветно больших валенках» и осматриваться. Наконец, среди домов увидели «мигающий огонь канделябра в форме свечи» — окно, где их ждали. Как признавала позже Ивинская, огонь свечи, «промелькнувший в ночи сквозь метель в незнакомом месте», сыграл в их с Пастернаком жизни символическую роль. Наутро, когда они садились в машину, поэт сообщил, что у него «родилось» стихотворение под названием «Зимняя ночь», которое он намеревался предоставить для публикации в «Новом мире» в рубрике «Литературная минутка». По задумке главного редактора журнала, писателя Константина Симонова, в этой рубрике предполагалось печатать произведения поэтов-современников. Уже на следующий день Пастернак принёс стихотворение в редакцию «Нового мира». Как вспоминала Ивинская, провожая её домой в этот раз, поэт говорил о связи собственной жизни с жизнью его литературного героя Живаго и о том, как «символически просилась» в его стихотворение «увиденная извне, с морозу» чья-то свеча, «отпечатавшая своё дыхание на морозном стекле». Идею рубрики «Литературная минутка» редакция «Нового мира» так и не воплотила в жизнь, стихотворение «Зимняя ночь» опубликовано не было.
События, предшествовавшие написанию «Зимней ночи» и изложенные Ивинской в книге воспоминаний, имеют фактические расхождения с историей создания «Доктора Живаго», приведённой литературоведом Е. Б. Пастернаком в комментариях к роману. Так, по Е. Б. Пастернаку, чтение романа у Юдиной состоялось 6 февраля 1947 года — к этому моменту «Зимняя ночь» уже была написана, что подтверждается, в частности, датировкой корреспонденции этого периода. События, описанные Ивинской, предположительно могли произойти 27 декабря 1946 года — в тот день Пастернак читал отрывки из будущего романа в доме переводчицы Марии Баранович. На память о том вечере он подарил Баранович книгу произведений грузинских поэтов с вклеенными листами с собственными стихотворениями, среди которых была «Зимняя ночь», с датировкой «Дек. 1946».

### Автографы и публикации
Самый ранний из известных автографов «Зимней ночи» датирован декабрём 1946 года. В середине января 1947 года он был приложен к письму, высланному Пастернаком поэтессе Вере Звягинцевой. К тому моменту поэт был знаком с ней более семнадцати лет, Звягинцева присутствовала на чтении первых глав «Доктора Живаго» в сентябре 1946 года на даче в Переделкине. В настоящее время этот автограф хранится в РГАЛИ. Другой автограф датирован 1947 годом, выполнен карандашом, сведений о его месте хранения нет. Известен также машинописный текст «Зимней ночи», напечатанный в 1947 году и хранящийся в собрании А. Л. Барто. В обоих автографах и машинописном тексте, а также в редакции стихотворения, подготовленной к публикации в сборнике «Избранное», Пастернак менял отдельные строки и строфы, некоторые строфы — добавлял или, наоборот, изымал.
Книга «Избранное» представляла собой ещё одну попытку публикации стихотворений Пастернака, в числе которых была и «Зимняя ночь». Сборник был напечатан в 1948 году в издательстве «Советский писатель» и вызвал негативную оценку Союза советских писателей. Так, в письме в ЦК ВКП(б) общественный деятель Александр Фадеев сообщал, что секретариат этой организации «не разрешил выпустить в свет уже напечатанный сборник избранных произведений Б. Пастернака <…> не проследил за формированием сборника, доверился составителям, и в сборнике преобладают формалистические стихи аполитичного характера». Стихотворение «Зимняя ночь», которым заканчивался сборник, Фадеев охарактеризовал в этом письме как «пошлый стих ахматовского толка». В результате тираж «Избранного» был уничтожен полностью.
Впервые текст романа «Доктор Живаго», включая стихотворение «Зимняя ночь», был опубликован в 1958 году в Милане. В 1955 году при подготовке рукописи романа Пастернак произвёл окончательную редакцию стихотворений и установил их последовательность. Стихотворение «Зимняя ночь» состояло из восьми строф и следовало пятнадцатым в списке.

## Литературоведческий анализ

### Роль в романе «Доктор Живаго». Евангельская семантика
Образ свечи неоднократно повторяется на протяжении всего романа «Доктор Живаго». Впервые он возникает в одном из эпизодов третьей части, в котором юный Юрий Живаго, ехавший в извозчичьих санках на ёлку, обратил внимание на свечу, горевшую в окне дома в Камергерском переулке Москвы. Придумав фразу «Свеча горела на столе. Свеча горела…», он надеялся продолжить стихотворение, но не смог тогда более ничего сочинить. В последней части романа брат Живаго составил тетрадь «Юрьевых писаний», в которую, среди прочих, помещено стихотворение «Зимняя ночь». Так горящая свеча становится «центральным символом» романа «Доктор Живаго», а указанный эпизод играет существенную роль в его сюжетном плане, поскольку именно с «этого увиденного снаружи пламени», «проникавшего на улицу почти с сознательностью взгляда», у Юрия Живаго «пробудилось» его творческое предназначение как поэта. Случайное событие — увиденная героем в окне свеча — обретает в романе «статус высшей и торжествующей закономерности», а сама горящая свеча предстаёт символом понимания тайного смысла происходящего, внешним выражением «божественного света, являющегося человеческой душой».
Особую роль стихотворения «Зимняя ночь» в романе подчёркивает также то обстоятельство, что после его написания, на протяжении зимы 1946—1947 годов, Пастернак обдумывал возможность озаглавить строкой «Свеча горела» сам роман. На одной из сохранившихся обложек автографа первых четырёх частей романа было записано карандашом «Свеча горела. Роман» с эпиграфом: «Aime tes croix et tes plaies / Il est sain que tu les aies»(«Люби свои кресты и свои язвы, иметь их — значит быть здоровым» из стихотворения французского поэта Поля Верлена «O, j’ai froid d’un froid de glace» («Я мёрзну от ледяного холода…», 1891)). Смысл такого названия, как утверждал Е. Б. Пастернак, раскрывался в Притче о соли и свете из Евангелия. Обращаясь к апостолам в Нагорной проповеди, Христос говорил: «Вы — свет мира. Не может укрыться город, стоящий на верху горы. И, зажегши свечу, не ставят её под сосудом, но на подсвечнике, и светит всем в доме. Так да светит свет ваш пред людьми, чтобы они видели ваши добрые дела и прославляли Отца вашего Небесного». Схожим образом сам Пастернак раскрывал символическую связь романа со свечой, увиденной им в окне дома в декабре 1946 года: «Как зажжённую свечу не ставят под спудом, а в подсвечник, и светят всем в доме, так и слово должно быть сказано».
По мнению литературоведа С. А. Фомичева, подтекст стихотворения «Зимняя ночь» — притчевый: в нём угадывается отклик на Притчу о десяти девах со светильниками, что также «смыкается» с евангельской символикой самого романа. Фомичев обращал внимание и на один из эпизодов шестой части, в котором Юрию Живаго грезилось, что он пишет поэму под названием «Смятение» — «не о воскресении и не о положении во гроб, а о днях, протекших между тем и другим». Такой «поэмой», заключал Фомичев, становится сам роман «Доктор Живаго», в котором показан период исторического безвременья с момента крушения старого мира — промежуток «смятения», образно сравнимый с метелью «Зимней ночи»: «Мело, мело по всей земле…». Само это произведение, как и весь цикл стихотворений Юрия Живаго, «детерминировано предпасхальным ожиданием».
Польский литературовед Ежи Фарыно доказывал, что место «Зимней ночи» в стихотворном цикле, литургическое датоуказание («Мело весь месяц в феврале») и мотивика чисел в седьмой строфе («два крыла» — 2, «крестообразно» — 4), эксплицируют праздник первого и второго обретений главы Иоанна Крестителя — 24 февраля. «Зимняя ночь» следует в романе после стихотворений «Сказка» и «Август», помещена фактически в центр цикла, в связи с чем Фомичев обращал внимание на символическое зажигание лампы, которое пришлось сделать героям, «перелистывавшим» тетрадь Живаго, именно «к середине чтения», когда стемнело. В стихотворении «Сказка» идёт речь о чуде Святого Георгия — победа над «драконом», по мысли Фарыно, здесь оборачивается победой, хотя и не окончательной, над материальным началом (смертью). Тема борьбы жизни и смерти далее продолжается в стихотворении «Август» в контексте преображения души и завершается — в «Зимней ночи» победой над смертью. Таким образом, переход от жанра «сказки» к литургическому мотиву Преображения Господня и к воскресению у Пастернака «являет собой переосмысление мифического (и фольклорного) возрождения» не как возобновления жизни в её прежних формах, а как духовного обновления, фактического преодоления смерти и воскресения.
В начале 1948 года на обложке автографа переработанных первых глав романа Пастернак вновь написал название «Свеча горела». Указанные рядом и последовательно отвергнутые три других заглавия свидетельствовали о продолжавшихся колебаниях автора.

### Метафизическая семантика
Событие, описываемое строкой «Свеча горела на столе, / Свеча горела», как считала Н. М. Сидорова, происходит одновременно в двух мирах: в локальном физическом («зимой в комнате, где встречаются влюблённые») и в нелокальном метафизическом. Последний мир «с мгновенной скоростью» актуализирует множество культурных смыслов, преображая бытовой случай в общечеловеческий символ.
Словосочетания «судьбы скрещенья» и «вздымал два крыла крестообразно» содержат в себе однокоренные со словом «крест» слова «скрещенья» и «крестообразно». По мнению Н. П. Кунавиной, они символизируют судьбу, её неизбежность, аллюзивно отсылая к фразеологизму «нести крест» — то есть «терпеливо переносить страдания, невзгоды», «мириться со своей участью». В этой связи И. А. Суханова отмечала, что свеча является древнейшим символом человеческой судьбы, самой жизни, «непрекращения чего-либо, что очень легко прекратить», а особенно ярко, по её мнению, символика свечи проявляется при противопоставлении свечи непогоде (вьюге, метели, грозе и проч.). Такое противопоставление — вполне традиционное для культуры: оно встречается, например, в стихотворении А. С. Пушкина «Зима. Что делать нам в деревне? Я встречаю…» или в повести А. П. Чехова «Степь». С другой стороны, часто встречающимся в живописи сюжетом является поддержание огня, символизирующее продолжение жизни и рода: так, в картинах художников эпохи Возрождения Якопо и Франческо Бассано, Эль Греко встречается образ мальчика, раздувающего огонь. Пастернак был знаком с этими произведениями искусства, их символика была близка идее бессмертия жизни, характерной для романа «Доктор Живаго» в целом.
В «Зимней ночи» содержится прямое противопоставление свечи непогоде, противостояние «внутреннего пространства жизни» «внешнему кромешному хаосу». При этом, как обращала внимание И. А. Суханова, все глаголы в стихотворении — несовершенного вида, они употреблены в форме прошедшего времени и в общем контексте приобретают значение многократно повторяющегося действия — противопоставление свечи непогоде оказывается долговременным и даже постоянным, вечным. Так, строки «Свеча горела на столе, / Свеча горела» в неизменном виде повторяются в стихотворении, завершая четыре строфы из восьми: первую, третью, шестую и восьмую. В других строках этих же строф речь идёт о метели, причём обозначается она каждый раз по-разному: лексической анафорой «мело, мело» (первая строфа), собственно именем существительным «метель» (третья строфа), словосочетанием «снежная мгла» (шестая строфа), безличным глаголом «мело» (восьмая строфа). Следовательно метель в «Зимней ночи» предстаёт в разных «обликах» — «варьирует», свеча же — неизменна: в её отношении настойчиво повторяется глагол «горела». Между тем, образ свечи прямо или косвенно присутствует во всех восьми строфах стихотворения. Так, в четвёртой строфе упоминаются «озарённый потолок» и тени — образы, сопутствующие горению свечи, а в пятой — свеча названа ночником: «И воск слезами с ночника / На платье капал». В последней строфе о метели упоминается уже только одной строкой: «Мело весь месяц в феврале», а о свече — тремя: «И то и дело / Свеча горела на столе, / Свеча горела». Так к концу стихотворения «пространство» свечи, символизирующей жизнь, увеличивается.
Противопоставление «свеча — метель» во второй строфе «Зимней ночи», по Сухановой, выражено синтаксическими средствами, отличными от использованных автором в других строфах: «мошкара летит на пламя» — «слетались хлопья со двора», то есть оба противопоставляемых явления обозначены метонимически. В седьмой строфе это противопоставление переведено с символического на «бытовой» уровень: «на свечку дуло из угла». Обобщая, Суханова замечала, что «Зимняя ночь» — своего рода модель всего романа «Доктор Живаго»: в его структуре также присутствуют и повторение мотива в неизменном виде, и его варьирование, и переход с одного уровня на другой (от прямого называния к метонимии, от символического уровня к «бытовому»). Такая организация прозы Пастернака напоминает законы музыки: это не столько «проза поэта», сколько «проза музыканта».

### Любовная семантика
В эпизоде со свечой в окне дома в Камергерском переулке, по мнению Е. Б. Пастернака, отразились воспоминания автора о Рождестве 1907 года, о которых он упоминал в ранних прозаических набросках 1911—1912 годов. К рождественскому вечеру 1907 года сам Пастернак относил начало влюблённости в Иду Высоцкую — дочь филантропа Давида Высоцкого, в доме которого он часто бывал. В этой связи Е. Б. Пастернак также обращал внимание на стихотворение Иннокентия Анненского «Canzone» (1909), в котором свеча на окне являлась знаком любовного свидания, а Ю. Глебов отмечал, что строка «Свеча горела на столе» представляла собой дословную цитату из стихотворения «Смеркалось; мы в саду сидели…» (1885) — одного из образцов любовной лирики Великого князя Константина Константиновича (К. Р.).
Первоосновой образа зажжённой свечи, по мнению С. А. Фомичева, являлась народная песня об ожидании девушки своего возлюбленного, при этом как в народной песне, так и в литературных обработках этой темы чаще всего воссоздавалась ситуация разрыва любовных отношений — обычно по вине возлюбленного. Несмотря на то, что у Пастернака в «Зимней ночи» такого мотива нет, само стихотворение, по Фомичеву, может восприниматься в качестве стилизации именно народной песни. Мотив неугасающей свечи может иметь и коннотацию, восходящую к Домострою и другим памятникам русской литературы, в отношении похвал домовитой трудолюбивой жене: «не угаснет светильник её всю ночь». Наконец, различима в «Зимней ночи» и символика гадания: «тени на озарённом потолке, капли воска, башмачки» — как в балладе В. А. Жуковского «Светлана». Однако у Пастернака это гадание — уже «осуществившееся»: гадавшая на суженого теперь ждёт его в «жару соблазна». С обрядом гадания связан «пронизывающий образную ткань стихотворения образ креста-крещения». Подспудно он появляется ещё во второй строфе — «Слетались хлопья со двора / К оконной раме»: оконная рама, освещённая изнутри, пояснял Фомичев, «и есть крест». Далее этот образ полностью раскрывается в четвёртой и седьмой строфах стихотворения.
Как писал Е. Б. Пастернак, герою Живаго поэт Пастернак передал «свои мысли, характер творческого склада, отношение к женщине и к жизни, наконец, свои стихи», но вместе с этим сознательно изменил основные события жизни героя, в сравнении с собственными. Так, «танцы, батистовый платочек с запахом мандарина и лампа на окне» в рождественский вечер 1907 года, которые стали символом первой любви и начала стихосложения у самого Пастернака, позже были перенесены им в роман «Доктор Живаго» как центральная композиционная тема. А «Свеча горела на столе…» стала первой стихотворной строкой этой темы. Но у Пастернака состоявшееся объяснение с Идой Высоцкой сделало его, по собственному признанию, «душевным калекой», а у Живаго чувство, пробудившееся к героине Тоне, ехавшей на ёлку вместе с ним, завершилось их скорым браком. Объединение судеб Юрия и Тони, а до этого — других героев второго плана Лары и Паши Антипова — это основные «сюжетные узлы» романа, развитие которых, как считала Н. П. Кунавина, начинается именно с возникновения образа горящей свечи. Следовательно этот образ в романе является «стержневым»: он выступает «связующим элементом» жизней героев — символом, порождающим «судьбы скрещенья».
По мнению писателя и литературоведа Дмитрия Быкова, роман «Доктор Живаго» — о том, как «логика судьбы, частная логика биографии поэта организует реальность ради того, чтобы на свет появились шедевры — единственное оправдание эпохи». Русская революция, пояснял Быков, и «затеялась для того (или, если угодно, потому), что Юрия Живаго надо было свести с Ларой, чтобы осуществилось чудо их уединённой любви в Варыкине», чтобы были написаны стихотворения, включая и «Зимнюю ночь». «Не человек служит эпохе — эпоха развёртывается так, чтобы человек осуществил себя с наибольшей выразительностью и свободой».
Объединяя евангельскую символику с метафизической и любовной семантикой «Зимней ночи», С. А. Фомичев заключал, что образ горящей свечи звучит в стихотворении — «наперекор всем враждебным стихиям — заклинанием неистребимой любви и, в конечном счёте, залогом неминуемого воскресения».

## В культуре
По утверждению Ю. Глебова, стихотворение «Зимняя ночь» давно стало хрестоматийным, а строка «Свеча горела на столе» на уровне массового читательского сознания традиционно считается "одной из самых «пастернаковских». Строку используют в заглавиях публицистических произведений и фильмов, посвящённых личности и творчеству Пастернака. Писатель Ирина Емельянова констатировала, что «Зимняя ночь» стала песней, «мифом, может быть, самым знаменитым текстом о любви в русской поэзии XX века», в котором — «трепетность и обречённость, утаённость любовного пламени среди метели жестокого мира». 9 февраля 1990 года, открывая литературно-музыкальный концерт, посвящённый столетию со дня рождения Пастернака, в Большом театре поэт Андрей Вознесенский начал своё выступление строками из «Зимней ночи». Вознесенский подчеркнул, что впервые за десятилетия на сцене театра зажигались свечи в честь поэта Пастернака. Каждый артист перед выступлением зажигал свечу — в итоге к концу вечера вся сцена театра была заполнена горящими свечами.
Поэт и исполнитель собственных песен Александр Галич посвятил памяти Пастернака одноимённую песню (1966), в тексте которой были использованы цитаты из стихотворений самого Б. Л. Пастернака, включая первую строфу «Зимней ночи». За этой строфой, в подчинённом ритме, следовало четверостишие Галича: «Нет, никакая не свеча — / Горела люстра! / Очки на морде палача / Сверкали шустро!». Биограф Галича Михаил Аронов предполагал, что прототипом палача здесь в равной степени могли выступать советские государственные деятели Михаил Суслов или Николай Егорычев, оба причастные к гонениям на Пастернака и оба носившие очки.
В конце 1970-х годов Александр Градский написал музыку на стихотворение «Зимняя ночь» и включил песню в собственный концертный репертуар. В 1983 году на Всесоюзной студии грамзаписи «Мелодия» он записал «Зимнюю ночь» в составе вокальной сюиты «Флейта и рояль» на стихи Б. Пастернака и В. Маяковского (издана в 1988 году). Эссеист Татьяна Щербина отмечала, что философскую «Зимнюю ночь» с «внутренним драматизмом, не зафиксированным в сюжете, действующих лицах», Градский выстроил чисто музыкальными приёмами: как бы невольно компенсировал эту «драматургическую недостаточность украшением, „архитектурным излишеством“ — реверберацией». Он вывел два драматических голоса, олицетворяющих стихии: огонь-жар и снег-холод. Пастернаковское «скрещенье рук, скрещенье ног, судьбы скрещенья» он перевёл на скрещенье огня и снега: «огонь маленький и драгоценный, снег большой и страшный». Градский, продолжала Щербина, буквально орал: «Всё терялось в снежной мгле», особо выделяя «терялось», и далее "как отход, отпевание — «свеча горела». «Крест — жар, растворяющийся в холоде и проступающий сквозь него, крест — само действие».
Сам Градский считал стихотворение «Зимняя ночь» «находкой» для себя, написанную им песню признал «хорошей». Вариант исполнения, записанный много позже Аллой Пугачёвой, он оценил как кабацкий, а исполнение певицей этой песни назвал глупостью. Реакция критики на версию Пугачёвой не была однозначной. Так, журналист Борис Барабанов считал её «эпической» интерпретацией «Зимней ночи», номером, «достойным пугачёвской классики». Публицист Татьяна Айзикович охарактеризовала музыку и исполнение Пугачёвой «безвкусными и полностью искажающими смысл стихотворения» Пастернака.
Версия Пугачёвой озаглавлена строкой «Свеча горела на столе…», из текста песни исключено седьмое четверостишие. Песня была записана в 1999 году, издана в составе макси-сингла «Мадам Брошкина» (2000) и альбома «Речной трамвайчик» (2001), режиссёром С. Кальварским на композицию был снят видеоклип. По итогам 2000 года песня «Свеча горела на столе…» стала лауреатом музыкальной премии «Золотой граммофон», а в феврале 2001 года — вошла в хит-парад «Звуковая дорожка» газеты «Московский комсомолец», заняв семнадцатое место.
«Свеча горела на столе…» была включена в концертные программы Пугачёвой «Мы приехали» (2001—2007) и «Сны о любви» (2009—2010). Для юбилейного концерта певицы «P. S.», состоявшегося 17 апреля 2019 года в Государственном Кремлёвском дворце, был поставлен отдельный танцевальный номер артиста балета, премьера Большого театра Артёма Овчаренко. Постановка под фонограмму песни «Свеча горела на столе…» символизировала многократное «возрождение» Пугачёвой «из пепла». Сам Овчаренко видел в песне «двойной толчок для танца», в котором было и стихотворение «гениального Пастернака» — строки, которые дают «и глубину, и содержание», и «наполнение» Пугачёвой, которое даёт энергию. «Музыка и слово тебя направляют, дают и силы, и адреналин, и эмоции». Сложность номера, по оценке самого танцора, заключалась в том, что было необходимо удерживать внимание зрителя около пяти минут, при том, что в самом номере поставлена разная хореография — «и классическая, и современная, где сжимается диафрагма, где нужно бежать». По мнению журналиста Артура Гаспаряна, постановка Овчаренко стала самой «вкусной фишкой» концерта «по визуальной и эмоциональной подаче».
В разное время песни на стихотворение «Зимняя ночь» исполняли и (или) записывали также Анатолий Аграновский, Нани Брегвадзе, Валерий Леонтьев, Николай Носков. Романс на это стихотворение исполнялся в постановке Александринского театра «Три сестры» (1996) дуэтом актёров, игравших роли Маши Прозоровой и барона Тузенбаха. В конце второго акта в доме Прозоровых шёл крупный снег, символизировавший, по мнению критики, «открытость этого дома несчастьям и вьюгам». Но, «опять-таки по Пастернаку, несмотря на метель, повсюду мерцали свечки — негаснущие огоньки высокой духовности», сама свеча являлась лейтмотивом этой постановки.
Скульптор Зураб Церетели, автор памятника Борису Пастернаку, сидящему на скамье и держащему в руках книгу, признавался, что при создании этой скульптурной работы был вдохновлён строкой «Свеча горела на столе, / Свеча горела». В 2012 году памятник был установлен в посёлке Мучкапский Тамбовской области.